# Sphingonotus kirgisicus
Sphingonotus kirgisicus is een rechtvleugelig insect uit de familie veldsprinkhanen (Acrididae). De wetenschappelijke naam van deze soort is voor het eerst geldig gepubliceerd in 1937 door Mishchenko.